# Poluição atmosférica

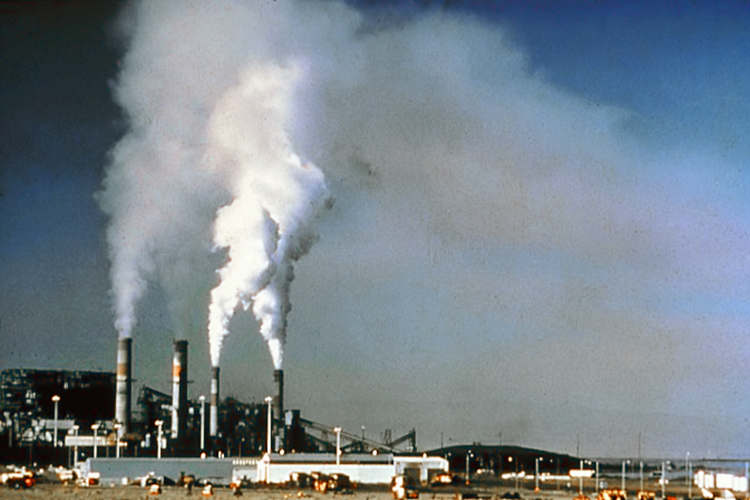
A poluição atmosférica, um dos grandes problemas ecológicos atuais.

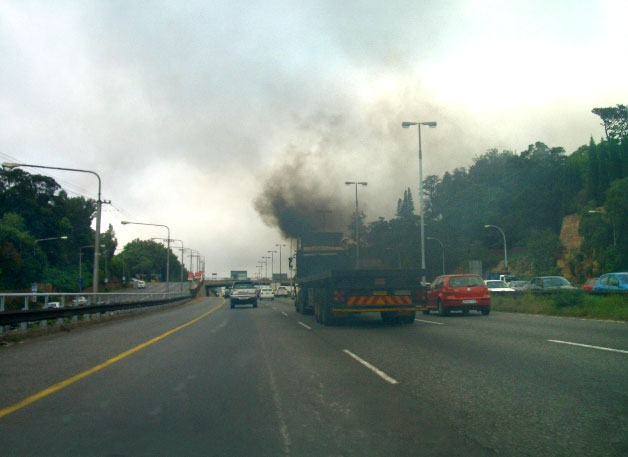
A poluição do ar por veículos, África do Sul

A poluição  atmosférica refere-se a mudanças da atmosfera terrestre susceptíveis de causar impacto a nível ambiental ou de saúde humana,  através da contaminação por gases,  partículas sólidas, líquidos em suspensão, material biológico ou energia. A adição dos contaminantes pode provocar danos diretamente na saúde humana ou no ecossistema, podendo estes danos serem causados diretamente pelos contaminantes, ou por elementos resultantes dos contaminantes. Para além de  prejudicar a saúde,  pode igualmente reduzir a visibilidade, diminuir a intensidade da luz ou provocar odores desagradáveis. Esta poluição causa ainda mais impactos no campo ambiental, tendo ação direta no aquecimento global, sendo responsável pela degradação de ecossistemas e potenciadora de chuvas ácidas.
A concentração dos contaminantes reduz-se à medida que estes são dispersos na atmosfera, o que depende de fatores climatológicos, como a temperatura, a velocidade do vento, o movimento de sistemas de alta e baixa pressão e a interação destes com a topografia local, montanhas e vales, por exemplo. A temperatura normalmente diminui com a altitude, mas quando uma camada de ar frio fica sob uma camada de ar quente produzindo uma inversão térmica, a dispersão ocorre muito lentamente e os contaminantes acumulam-se perto do solo. Para analisar a dispersão, recorre-se a modelos de dispersão atmosférica, que são modelos computorizados onde através de formas matemáticas complexas são simulados os comportamentos físico e químicos dos contaminantes, podendo caracterizar ou prever a ação dos mesmos no meio envolvente.
Ao longo dos tempos, a comunidade política e civil foi sendo alertada para os efeitos adversos, tendo sido assinados vários protocolos internacionais no sentido de mitigar ou resolver alguns dos problemas existentes, como o caso do protocolo de Montreal, que aboliu o uso dos CFCs, sendo considerado um dos protocolos de maior sucesso, ou ainda mais recente, o protocolo de Quioto.

## Definição
Poluição atmosférica significa uma introdução antropogénica, direta  ou indiretamente, de substâncias ou energia para o ar, resultando em  efeitos prejudiciais de modo a pôr em perigo a saúde humana, danos nos recursos vivos e nos ecossistemas  assim como nos bens materiais, pôr em risco ou prejudicar os valores estéticos e as outras legítimas utilizações do ambiente.
A influência dos contaminantes, ou substâncias poluentes, no grau de poluição depende da sua composição química, concentração na massa de ar ou mesmo dependendo das condições  climatéricas, que  podem influenciar a sua dissipação, ou os mecanismos relacionados com reações que podem dar origem a novos poluentes.

## História
Na Roma Antiga, a poluição era geralmente encontrada  em cidades pré-industriais, onde as pessoas queimavam madeira e trabalhavam em artesanato e indústria. Já no século V a.C., Hipócrates observa o efeito dos alimentos, da ocupação e, sobretudo, do clima nas  doenças, escrevendo o livro Ar, água e lugares, onde fala da importância do clima, as diferente propriedades do ar em  função de diferentes ventos e da
qualidade do ar e da água.
Posteriormente, outra referência surge em 61 a.C., através de Séneca, que afirma: "mal deixei o ar  pesado de Roma para trás e o mau cheiro do fumo das chaminés … que derramam vapor pestilento e  fuligem… senti uma alteração do meu humor". Em 1257, a rainha Leonor da Provença é forçada a  deixar o Castelo de Nottingham devido a faltas de ar causadas  pelos intensos fumos de carvão.
Mais tarde, em 1558, a rainha Isabel I de Inglaterra proibiu a queima de carvão durante as sessões do Parlamento por ser alérgica aos fumos  libertados.
No século seguinte, em 1661, John Evelyn escreve "Fumifugium, or the Inconvenience of the Air and the Smoke of London Dissipated", onde retrata o nível de poluição que afetava a capital inglesa, e propunha medidas mitigadoras, como limitar o uso de carvão, relocalizar as indústrias, desenvolver novos combustíveis ou mesmo plantar corredores verdes ao  longo da cidade.

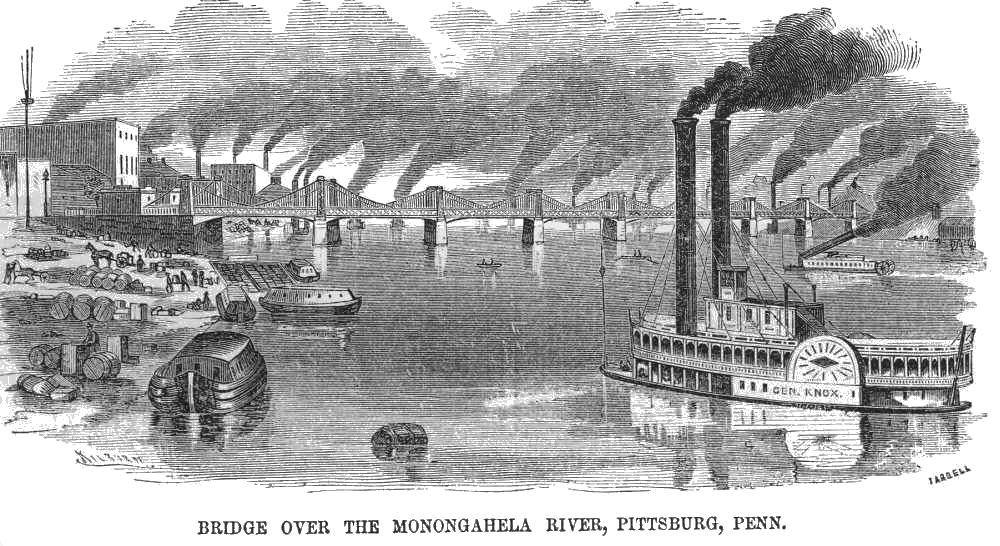
Pittsburgh retratado em plena revolução industrial.

Contudo, os problemas persistiram, e com a Revolução Industrial um novo fôlego ocorreu no campo da poluição atmosférica. De facto, a combustão de carvão aumentou mais de 100 vezes no século XIX na Grã-Bretanha, tendo sido tentado por inúmeras vezes estabelecer critérios de emissões poluentes.
Já no século XVIII, nos Estados Unidos surgem as primeiras leis municipais que visam reduzir a poluição atmosférica de fábricas, ferrovias e navios.
Em 1896, o químico sueco Svante August Arrhenius desenvolve um estudo sobre os efeitos do dióxido de carbono na atmosfera, prevendo um aumento da temperatura global na ordem dos 12 °C caso se duplique a concentração de CO2 no trabalho "On the Influence of  Carbonic Acid in the Air upon the Temperature of the Ground.".
Nos Estados Unidos, em 1954, a visibilidade é reduzida drasticamente pela densa camada de smog em Los Angeles, estando na origem de cerca de 2 000 acidentes rodoviários num único dia.
Um dos maiores desastres (senão o maior) de todos os tempos causados pela  poluição atmosférica ocorreu em Bhopal, na Índia, em 1984, quando uma nuvem tóxica originária de uma fábrica de pesticidas atingiu a cidade, causando a morte de 20 000 pessoas e deixando feridas ou com problemas de saúde outras 120 000 pessoas.

## Camadas da atmosfera terrestre
A atmosfera da Terra é uma camada de gases em redor do planeta Terra, mantida pela gravidade da Terra. É um sistema natural dinâmico e complexo, que protege a vida na Terra, absorvendo radiação solar ultravioleta, aquecendo a superfície através da retenção de calor, o conhecido efeito de estufa, e reduz os extremos de temperatura entre dia e noite. A análise das suas camadas é fundamental para a compreensão da dispersão dos poluentes atmosféricos, assim como das suas reações. As camadas mais importantes no âmbito da poluição atmosférica são a troposfera e a estratosfera.

### Troposfera
A camada mais próxima à superfície da Terra é conhecida como a troposfera, que se estende do nível do mar a uma altura de cerca de 18 km e contém cerca de 80 por cento da massa da atmosfera global. Esta camada é dividida em subcamadas, de acordo com as suas especificidades. A parte mais baixa da troposfera é chamada Camada Limite Atmosférica (CLA) ou na camada limite planetária (CLP) e estende-se desde a superfície da Terra até cerca de 1,5 a 2,0 km de altura. Nesta camada, a temperatura média varia entre  20 °C na parte inferior a -60 °C na parte superior, ou seja, diminui com o aumento da altitude até atingir o que se chama a camada de inversão, onde a temperatura passa a aumentar com o aumento da altitude, e que cobre a camada limite atmosférica. A parte superior da troposfera, ou seja, acima da camada de inversão, é chamada de troposfera livre e estende-se até cerca de 18 km do início da troposfera. É na troposfera que se verificam os fenómenos atmosféricos, e grande parte dos fenómenos associados à poluição atmosférica.

### Estratosfera

Camadas da atmosfera (sem respeitar a escala gráfica)

A estratosfera é a segunda maior camada da atmosfera da Terra, logo acima da troposfera, e abaixo da mesosfera. Apresenta estratificação na temperatura, com as camadas superiores mais quentes e as camadas inferiores mais frias. Isto está em contraste com a troposfera, próximo à superfície da Terra, que é mais frio nas zonas altas e mais quente à superfície terrestre. A fronteira da troposfera com a estratosfera é a tropopausa, onde se verifica essa inversão térmica. A estratosfera situa-se entre cerca de 10 km e 50 km de altitude acima da superfície nas latitudes moderada, enquanto nos pólos começa em cerca de 7 km de altitude. É nesta camada que se encontra a camada de ozônio, entre os 15 e os 35 km.

## Poluentes
Os contaminantes do ar provêm de diversas fontes, como fábricas, centrais termoeléctricas, veículos motorizados, no caso de emissões provocadas pela atividade humana, podendo igualmente provir de  meios naturais, como no caso de incêndios florestais, ou das poeiras dos desertos. Os poluentes são normalmente classificados como primários  ou secundários. Poluentes primários  são os contaminantes diretamente emitidos no ambiente, como no caso dos  gases dos automóveis, e os secundários resultam de reações dos poluentes primários na atmosfera. Neste caso, o ozono troposférico (O3), resultante de  reações fotoquímicas  entre os óxidos de azoto, monóxido de carbono ou compostos orgânicos voláteis (COV).

### Principais poluentes primários

#### Óxidos de enxofre (SOx)
Os óxidos de enxofre, em especial o dióxido de enxofre (SO2), são maioritariamente emitidos por vulcões, e produzidos em grande escala por processos industriais e pelo tráfego de veículos a motor. O enxofre é um composto abundante no carvão e petróleo, sendo que a combustão destes emite quantidades consideráveis de SO2. A contribuição dos veículos motorizados é variável, sendo responsáveis  por valores na ordem dos 80% da emissão de NOx em Auckland, na Nova Zelândia, e cerca de 50% no Canadá e na União Europeia.
Na atmosfera, o SO2 dissolve-se no vapor de água, formando um ácido que interage com outros gases e partículas aí presentes, originando sulfatos e outros poluentes secundários nocivos. Uma maior oxidação de SO2, normalmente na presença de um catalisador, como NO2, forma H2SO4 e, assim, a chuva ácida. Esta é uma das causas de preocupação sobre o impacto ambiental da utilização destes combustíveis como fontes de energia.

#### Óxidos de azoto (NOx)
Os óxidos de azoto, em especial o dióxido de azoto (NO2) são emitidos a  partir de combustão a altas temperaturas, e do sector rodoviário. A maior parte do dióxido de azoto na atmosfera é formada a partir da oxidação do óxido nítrico (NO). É um forte oxidante que reage no ar para formar o corrosivo ácido nítrico, bem como nitratos orgânicos tóxicos. Também  desempenha um papel importante na atmosfera com reações que produzem ozono ao nível do solo ou smog. Uma vez que o dióxido de azoto é um poluente relacionado com o tráfego, as emissões são geralmente  mais elevadas nas zonas urbanas. A média anual das concentrações de dióxido de azoto em áreas urbanas está geralmente no intervalo 10-45 ppb, e menor nas zonas rurais. Os níveis variam consideravelmente ao longo do dia, com picos  ocorrendo geralmente duas vezes por dia como uma consequência da hora de ponta do Tráfego. As concentrações podem ser tão elevados como 200 ppb.

#### Monóxido de carbono (CO)
O monóxido de carbono é um produto por combustão incompleta de combustíveis como o gás natural, carvão ou madeira. Na presença de um suprimento adequado de O2 mais monóxido de carbono produzido durante a combustão é  imediatamente oxidado a dióxido de carbono (CO2). Os maiores níveis de CO geralmente ocorrem em áreas com tráfego intenso  congestionado. Nas cidades,  85 a 95 por cento de todas as emissões de CO geralmente são provenientes do escape dos veículos a motor. Outras fontes  de emissões de CO incluem processos industriais, queima residencial de madeira para aquecimento, ou fontes naturais, como incêndios florestais. Os fogões a  gás e os fumos de cigarro são as principais fontes de emissões de CO em  espaços interiores.

#### Compostos orgânicos voláteis (COV)
Os compostos orgânicos voláteis (COV) são produtos químicos orgânicos que facilmente evaporam à temperatura ambiente, como o metano, benzeno, xileno, propano e butano. São chamados orgânicos porque contêm o elemento carbono nas suas estruturas moleculares, e são de  especial preocupação, pois na presença do sol, sofrem reações fotoquímicas que podem originar ozono ou smog.

#### Partículas finas ou inaláveis

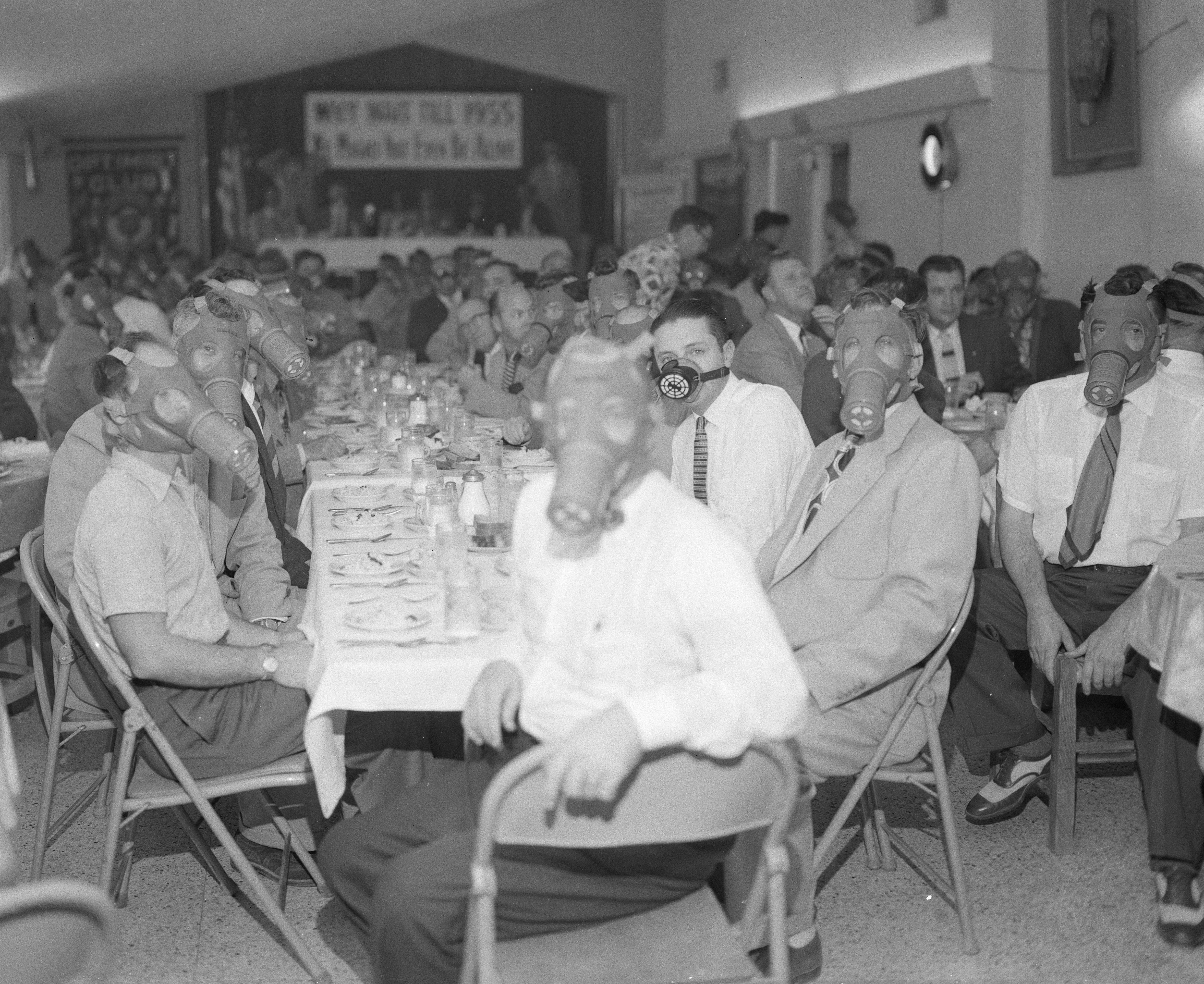
Pessoas usando máscaras de proteção durante um banquete.

Uma unidade industrial Chinesa.

As partículas finas, ou inaláveis, são uma mistura complexa de substâncias orgânicas e inorgânicas, presentes na atmosfera, líquidos ou sólidos, como poeira, fumaça, fuligem, pólen e partículas do solo. O tamanho das partículas está diretamente ligado ao seu potencial para causar problemas de saúde, sendo classificadas de acordo com o seu tamanho: PM10 - partículas com diâmetro equivalente inferior a  10μm, e PM2,5, para partículas com diâmetro equivalente inferior a 2,5μm. As fontes primárias mais importantes destas substâncias são o transporte rodoviário (25%), processos de não-combustão (24%), instalações de combustão industriais e processos (17%), combustão comercial e residencial (16%) e o poder público de geração (15%). As partículas com menos de 10  micrómetros (μm) de diâmetro podem penetrar profundamente no pulmão e causar sérios danos à saúde.

### Poluentes tóxicos
Os poluentes atmosféricos tóxicos, são os poluentes que são conhecidos ou suspeitos de serem uma séria ameaça para a saúde humana e o ambiente. Na lista de poluentes tóxicos, constam dioxinas, amianto, tolueno  e metais como cádmio,  mercúrio, cromo e compostos de chumbo. A exposição a poluentes tóxicos podem produzir vários efeitos a curto  prazo e, ou efeitos crónicos, a longo prazo. Os efeitos agudos incluem irritação dos olhos, náuseas, ou dificuldade em respirar, enquanto os efeitos crónicos incluem danos  aos sistemas respiratório e nervoso, defeitos de nascimento, efeitos  reprodutivos e cancro. O tipo e a gravidade do efeito é determinado pela toxicidade do poluente, a quantidade de poluentes, a duração e a frequência de exposição, e da saúde geral e nível de resistência ou susceptibilidade da pessoa exposta.

### Principais poluentes secundários
Os poluentes  secundários são resultantes de  transformações físicas e químicas na atmosfera, por parte de poluentes primários.
- Partículas finas formadas a partir de gases poluentes primários e compostos do nevoeiro fotoquímico.[46] Uma parte é formada por reações químicas entre compostos da atmosfera, formando aerossóis, ou então  resultam do choque entre vários compostos atmosféricos, formando  partículas de maiores dimensões.[53][54]

- Ozono troposférico (O3) formado por reações  químicas entre o NOx e COV's.[55] O ozono provoca vários problemas de saúde, nomeadamente dores torácicas, tosse e irritação da garganta, causando ainda vários danos nas plantas e restantes seres vivos.[56] As reações químicas envolvidas na formação de ozono troposférico são uma série de ciclos complexos em que o monóxido de carbono e compostos orgânicos voláteis são oxidados ao vapor de água e dióxido de carbono, através de  reações químicas e fotoquímicas.[57]

### Saúde humana

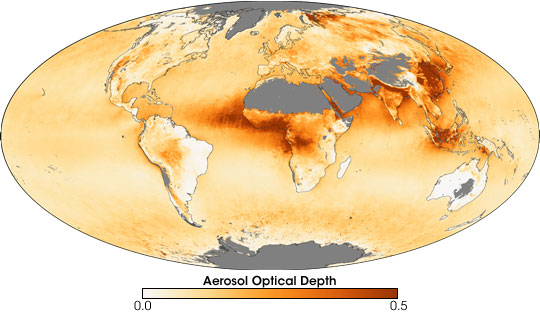
Profundidade óptica dos aerossóis.

#### Acidificação da atmosfera e chuvas ácidas

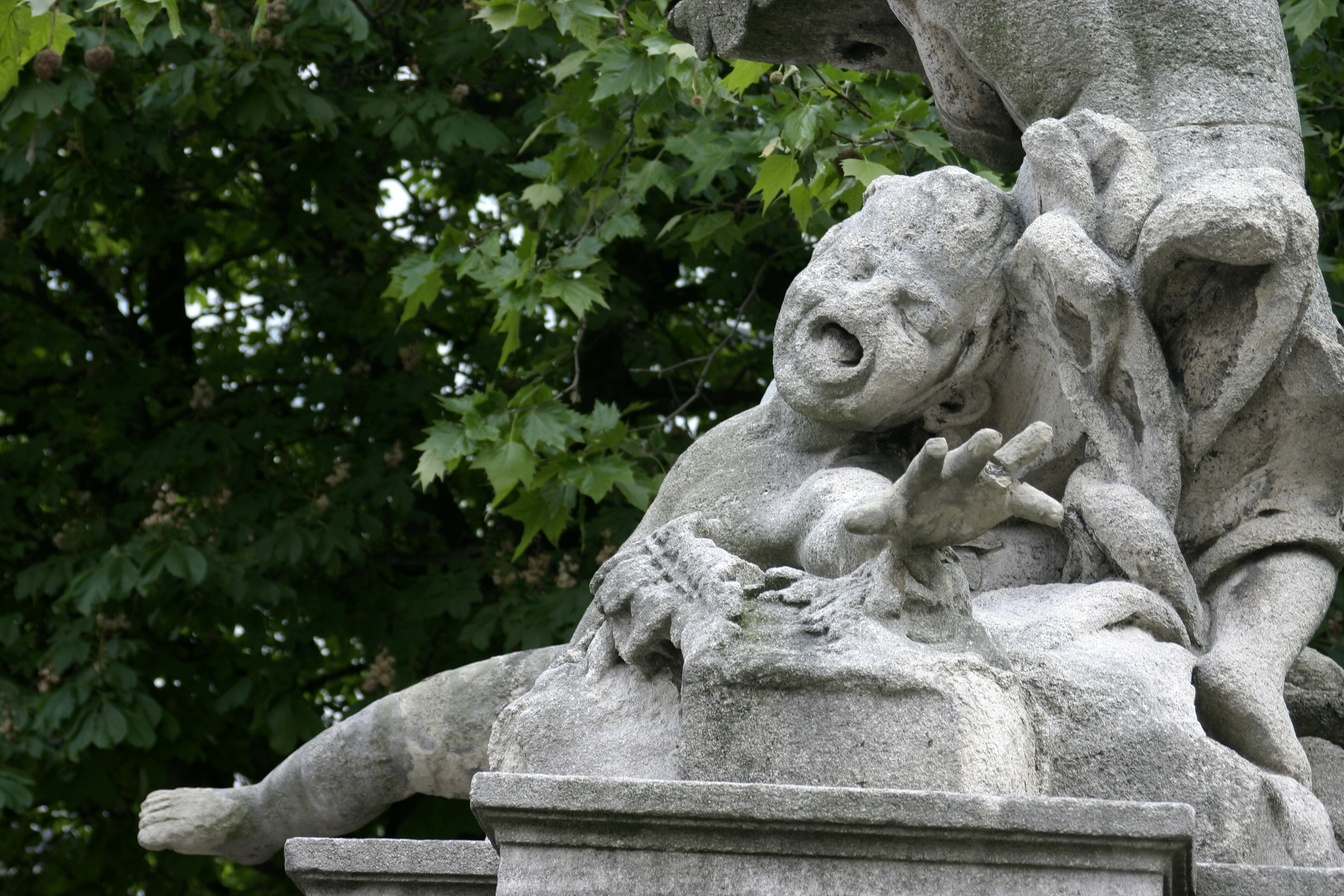
Monumento danificado pela acção de chuvas ácidas.

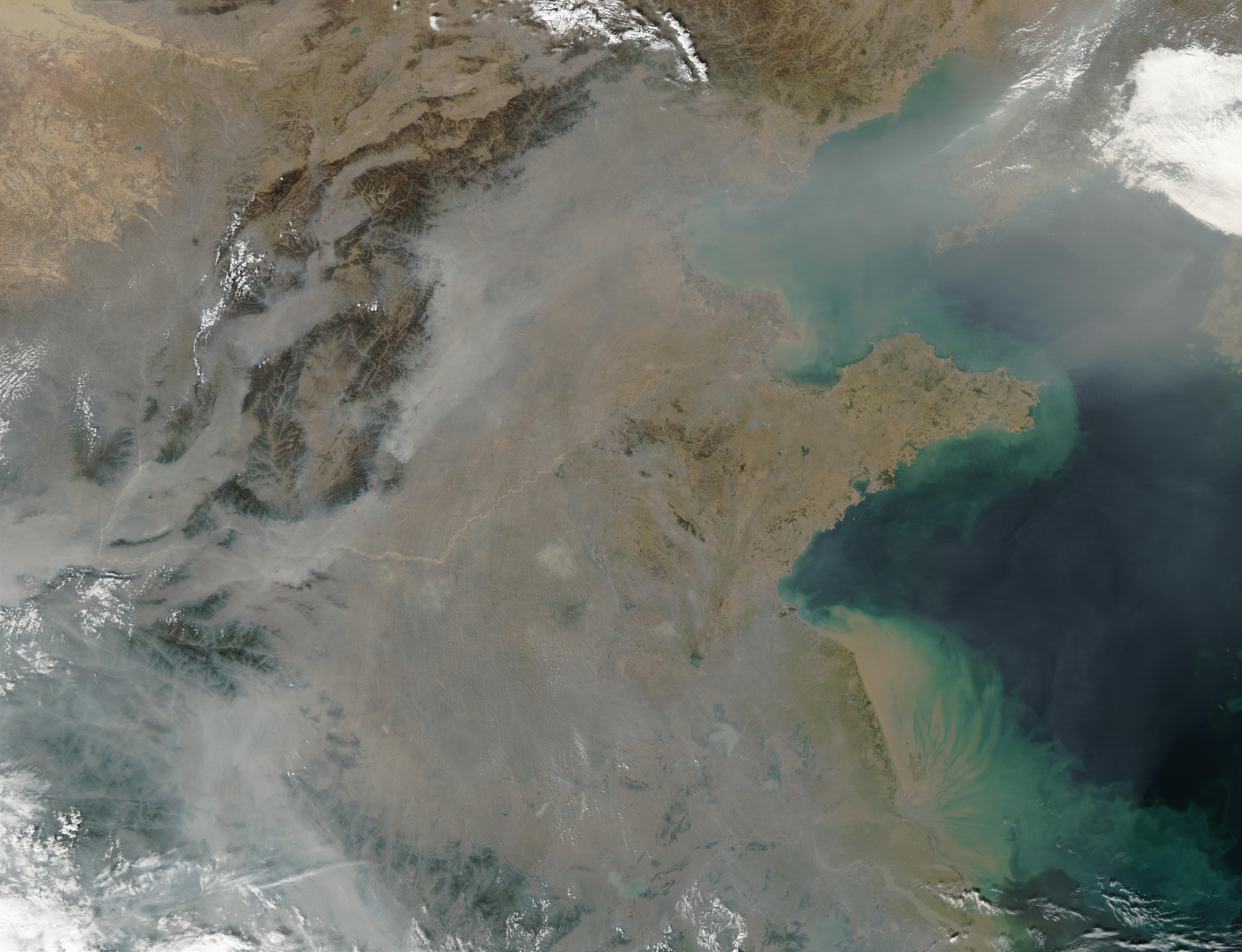
China. Escurecimento resultante da libertação de fumos provenientes de incêndios florestais.

#### Efeito estufa

Buraco da camada de ozono na Antártida nos meses de setembro entre 1957 e 2001.

## Tecnologias de controle

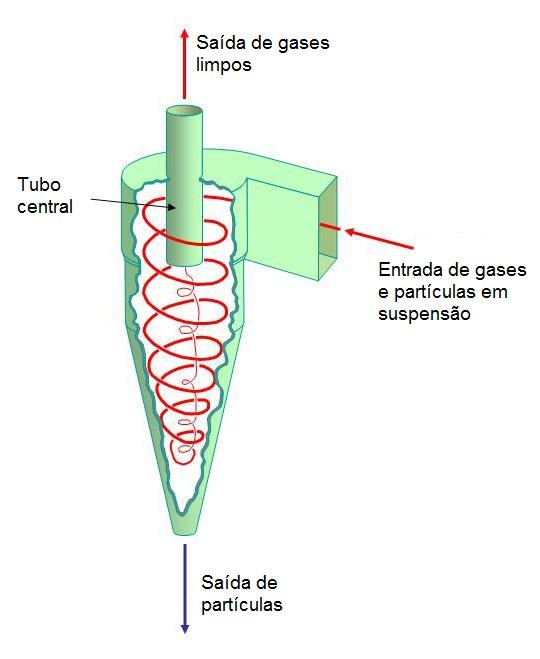
Separador Ciclônico.

### Modelização de dispersão atmosférica

Simulação do atravessamento do Oceano atlântico de uma nuvem de aerossol proveniente do Deserto do Sahara.

### Índice de qualidade do ar

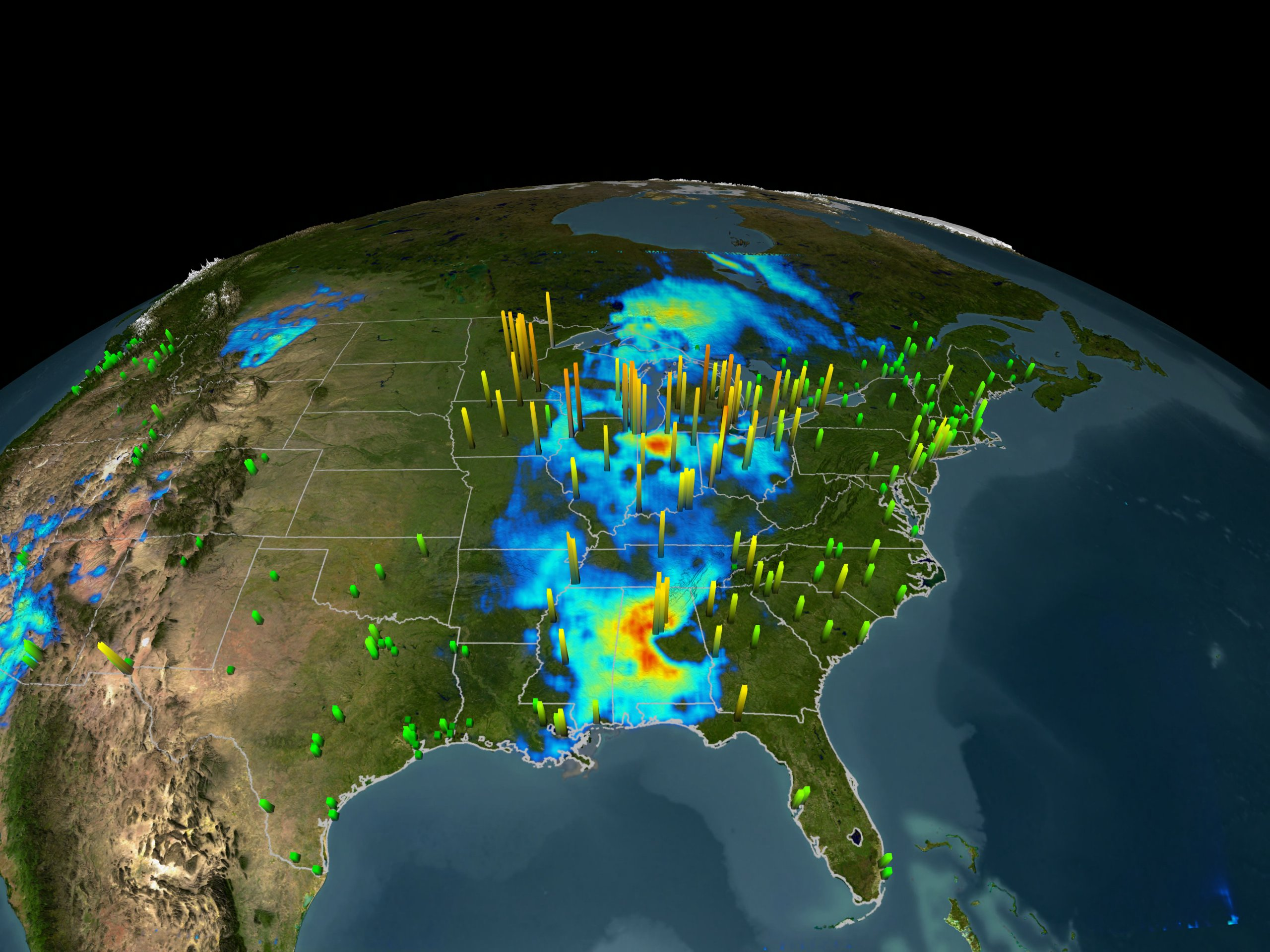
Representação gráfica do índice de qualidade do ar na costa leste dos Estados Unidos.

### Qualidade do ar interior

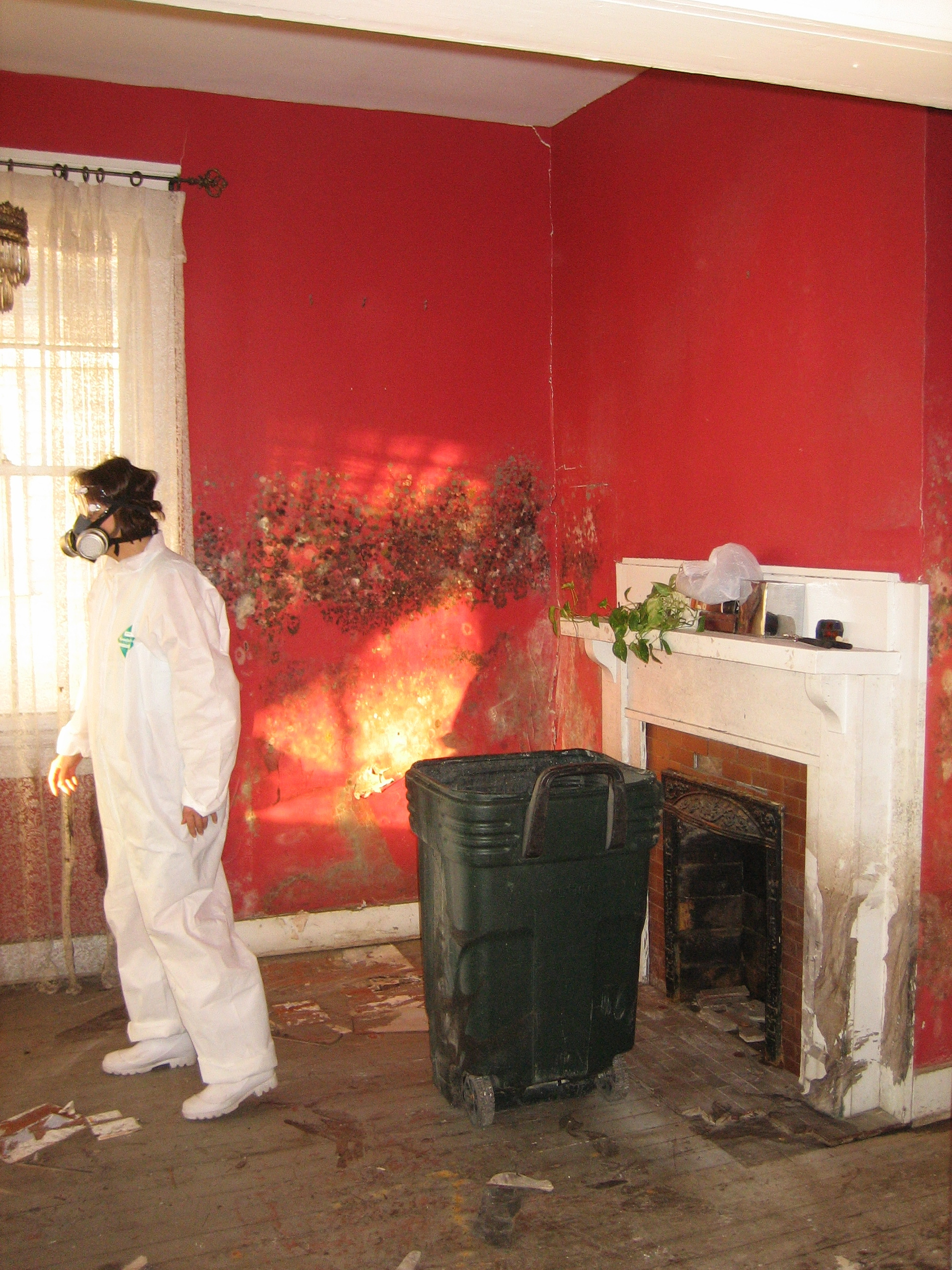
Residência doméstica com enorme quantidade de fungos.

### Protocolo de Quioto

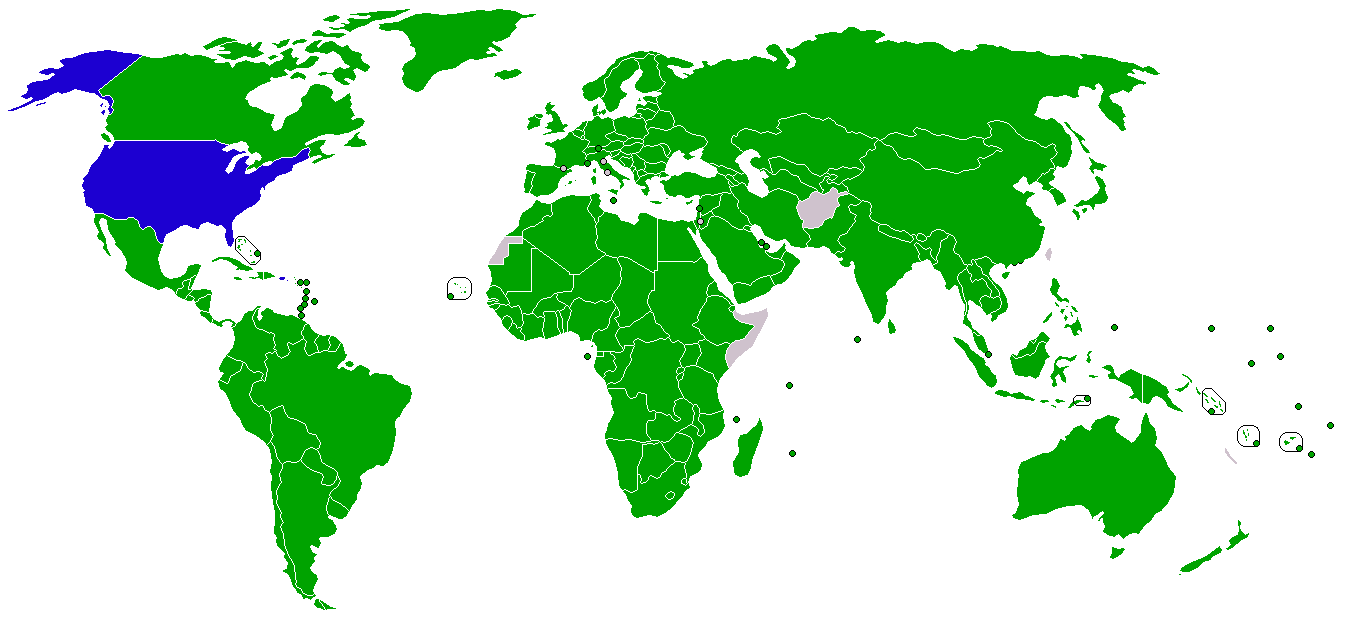
Mapa do Protocolo de Quioto em 2009. Legenda :
- Verde : Países que ratificaram o protocolo.
- Amarelo : Países que ratificaram, mas ainda não cumpriram o protocolo.
- Vermelho : Países que não ratificaram o protocolo.
- Cinzento : Países que não assumiram nenhuma posição no protocolo.

### Protocolo de Montreal

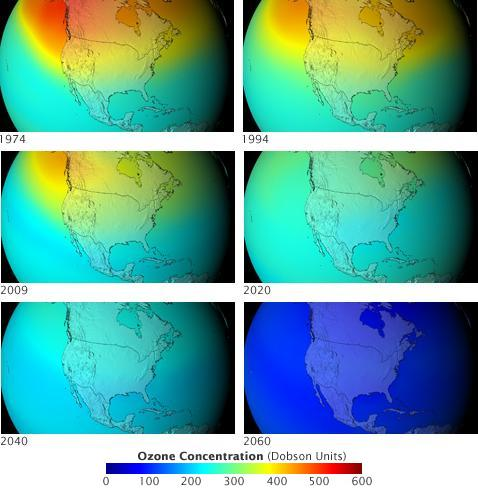
Simulação da evolução da depleção do ozono sem os efeitos do Protocolo de Montreal.